# Florence Welch
Florence Leontine Mary Welch, född 28 augusti 1986 i Camberwell, London, är en engelsk musiker och singer-songwriter. Hon är mest känd för att vara sångerska i Florence and the Machine.